# Municipio de Wayne (condado de Monroe, Iowa)
El municipio de Wayne (en inglés: Wayne Township) es un municipio ubicado en el condado de Monroe en el estado estadounidense de Iowa. En el año 2010 tenía una población de 87 habitantes y una densidad poblacional de 0,93 personas por km².

## Geografía
El municipio de Wayne se encuentra ubicado en las coordenadas 41°1′49″N 93°2′29″O / 41.03028, -93.04139. Según la Oficina del Censo de los Estados Unidos, el municipio tiene una superficie total de 93.66 km², de la cual 93,66 km² corresponden a tierra firme y (0 %) 0 km² es agua.

## Demografía
Según el censo de 2010, había 87 personas residiendo en el municipio de Wayne. La densidad de población era de 0,93 hab./km². De los 87 habitantes, el municipio de Wayne estaba compuesto por el 100 % blancos. Del total de la población el 0 % eran hispanos o latinos de cualquier raza.